# Bạch trạch

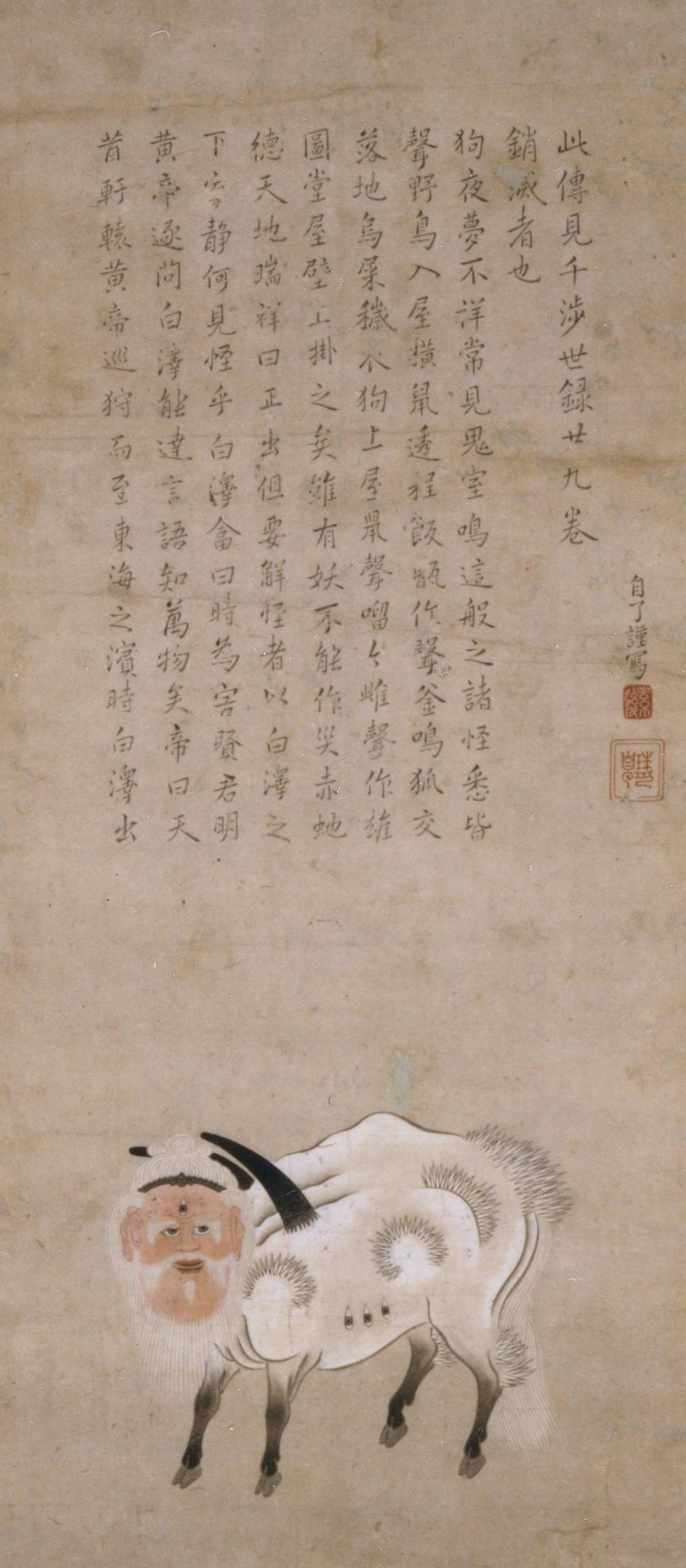
Mô tả và ghi chép về sinh vật Bạch trạch

Bạch trạch (giản thể: 白泽; phồn thể: 白澤; bính âm: Baí Zé; Wade–Giles: Pai Tse hay hakutaku (白沢)) là một loài linh vật trong thần thoại Trung Hoa và Á Đông. Tên "Bạch trạch" mang nghĩa là "đầm lầy trắng". Theo truyền thuyết, Hoàng Đế đã gặp Bạch trạch khi ông đang trên đường vi hành ở các vùng lãnh thổ phía Đông của mình. Khi gặp Hoàng Đế, Bạch trạch đã giới thiệu cho ông biết thông tin về 11.520 loài linh thú và quái vật trong tự nhiên cũng như cách phòng chống sự quấy nhiễu và xâm hại của chúng. Tất cả những chỉ dẫn này đều được ghi lại trong một tác phẩm gọi là Bạch trạch đồ (白泽图/白澤圖, Bái Zé Tǘ). Tác phẩm hiện nay đã thất truyền nhưng một số phần nội dung của nó vẫn còn nằm rải rác trong một số tài liệu sau này.

## Ở Nhật Bản
Theo truyền thuyết, một sinh vật tên gọi kutabe, được biết đến tương tự với Bạch Trạch của Trung Quốc, từng xuất hiện một lần tại núi Tateyama, quận Toyama và “Đã dự báo trước về một dịch bệnh chết người sắp xảy đến trong vài năm tới. Bạch Trạch liền truyền lệnh hãy dùng hình ảnh của nó như một lá bùa phòng dịch bệnh, và từ đó hakutaku được thờ phụng như một thần dược tinh thần chống bệnh tật."
Người Nhật miêu tả hakutaku như một “thú có hình dáng giống bò hoặc một con sư tử khổng lồ với 9 mắt và sáu sừng, được xếp bên sườn mỗi bên 3 và 2, có khuôn mặt giống con người. Hakutaku cũng thường được miêu tả là có thân sư tử và 8 mắt, đầu có một hoặc nhiều sừng”. Tuy nhiên, cũng có nhiều ghi chép khác nhau về số lượng các con mắt phụ của bạch trạch, và đôi khi chỉ có một mắt phụ ở giữa trán. Nó còn được biết đến như là một thần thú “thông minh và có thể đọc, hiểu được tiếng người.”
Trong Thiền phái và văn hóa Nhật Bản, D T Suzuki đã miêu tả hakutaku như sau “Một sinh vật thần thoại, cả người giống như một cánh tay và có đầu giống con người. Người xưa tin rằng sinh vật này có thể ăn những cơn ác mộng và những tai nạn kinh khủng. Do đó, người ta cũng hi vọng nó có thể ăn tất cả những bệnh tật tai ương mà con người gặp phải. Họ thường treo hình bạch trạch ở cổng hoặc trong nhà.

## Một số hình ảnh về Bạch Trạch

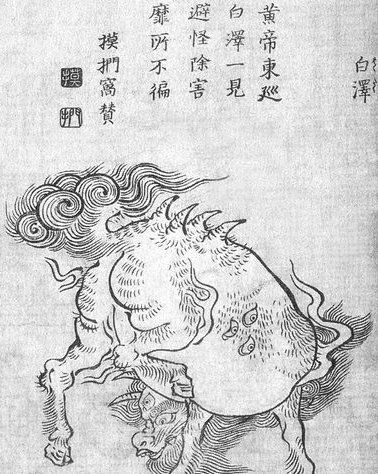
Bạch Trạch của học giả người Nhật Toriyama Sekien (1780)
Bạch Trạch dưới dạng một con hổ trong Cổ kim đồ thư tập thành (Trung Hoa)